# KAI KT-1
KAI KT-1 Woongbi (Woong Bee) (kor. KT-1 웅비) – południowokoreański samolot szkolno-treningowy wyprodukowany przez konsorcjum Korea Aerospace Industries. Jest to pierwszy, zaprojektowany i zbudowany w Korei samolot.

## Historia
Od początku lat 70. ubiegłego wieku lotnictwo Korei Południowej używało do szkolenia swojego personelu latającego samolotów Cessna T-37 Tweet i Cessna T-41 Mescalero. Konieczność zastąpienia starzejącego się parku szkolnych maszyn zaowocowała w lutym 1988 roku podjęciem decyzji o budowie całkowicie własnego samolotu tego typu. Rozpoczęty program otrzymał oficjalną nazwę Korean Indigenous Trainer. Zadanie zaprojektowania nowej maszyny i wybudowania prototypu powierzono firmie Daewoo, którą wspomagać miały między innymi Korean Air i Samsung. Wymagano aby nowy samolot był zdolny do lotu z prędkością rzędu 593 km/h podczas nurkowania, charakteryzować się zasięgiem 1668 km oraz posiadać możliwość dostosowania do przenoszenia lekkiego uzbrojenia. W czerwcu 1991 roku rozpoczęto budowę pierwszego prototypu oznaczonego jako KTX-1 Yeo-myung (Yeo Myung - brzask). Konstrukcje samolotu koreańscy projektanci oparli o szwajcarskie Pilatus PC-7 i PC-9. Maszynę ukończono w listopadzie 1991 roku a 12 grudnia tego samego roku dokonano jej oblotu. Pierwszy prototyp napędzany był silnikiem Pratt & Whitney Canada PT6A-25A. W lutym 1992 roku do swojego dziewiczego lotu wzbił się kolejny prototyp ale tym razem z mocniejszym silnikiem PT6A-60A. Na kolejnych samolotach badano zastosowanie silników PT6A-62A oraz AlliedSignal TPE331. W 1995 roku maszynę oficjalnie nazwano Woongbi (Woong Bee). W 1998 roku zakończono testy wszystkich samolotów a rok później, Korea Aerospace Industries, firma powstała w wyniku konsolidacji koreańskich przedsiębiorstw lotniczych, podpisała z południowokoreańskim rządem umowę o dostarczeniu siłom powietrznym pierwszych 85 maszyn z opcją na kolejne 20 sztuk. Pierwszy samolot dostarczono w 2000 roku a dwa lata później ostatni z zamówionych 85 egzemplarzy. Koreańskie maszyny wchodzą w skład czterech dywizjonów zgrupowanych w 3. Skrzydle Szkolno-Treningowym. Samoloty wykorzystywane są do trwającego 9 miesięcy szkolenia podstawowego, obejmującego około 90 godzin w powietrzu. 
W celu zastąpienia używanych do podstawowego i zaawansowanego szkolenia maszyn Beechcraft T-34 Mentor, w 2003 roku siedem samolotów zakupiła Indonezja. Dostarczono jest pomiędzy majem a listopadem 2003 roku. Dwa lata później w 2005 roku, kolejne pięć. Na początku drugiej dekady XXI wieku Indonezja zakupiła następne pięć KT-1B dzięki czemu 5 kwietnia 2018 roku wycofano ostatnie pozostające w służbie Beechcraft T-34. 8 listopada 2018 roku Indonezja i KAI podpisały umowę zakupu kolejnych trzech KT-1B. Samoloty miały uzupełnić utracone w wypadkach maszyny. Pierwsza uległ katastrofie 24 czerwca 2010 roku a kolejne dwa 15 marca 2015 roku kiedy to KT-1B zderzyły się ze sobą w powietrzu podczas pokazów lotniczych. 7 grudnia 2020 roku zniszczeniu uległ następny indonezyjski KT-1B. Zamówione w listopadzie 2018 roku trzy samoloty dostarczono w grudniu 2021 roku.
30 sierpnia 2007 roku Korea podpisała umowę na sprzedaż 40 egzemplarzy KT-1 Tureckim Siłom Powietrznym z opcją na kolejne piętnaście sztuk. W listopadzie 2012 roku Peru podpisało umowę na 20 sztuk (w tym 10 KA-1), z czego 16 miało być zmontowanych na miejscu w zakładach Servicio de Mantenimiento del Perú (SEMAN Perú). Pierwsza z maszyn przeznaczonych dla Peru oblatana została 19 lutego 2014 roku. Pierwsze dwa zbudowane w Korei samoloty zostały oficjalnie przekazane Peruwiańczykom 21 października 2014 roku. Ostatnia z zamówionych maszyn, została oficjalnie odebrana 7 kwietnia 2017 roku. Ceremonia miała bardzo uroczysty przebieg, uczestniczył w niej między innymi prezydent kraju Pedro Pablo Kuczynski, minister obrony Jorge Nieto Montesinos oraz generał Javier Ramírez Guillén, dowódca sił powietrznych. 15 lipca 2016 roku zakłady KAI podpisały umowę z rządem Senegalu na sprzedaż do tego kraju czterech maszyn KT-1. Pierwsze dwie z zamówionych maszyn, oznaczonych jako KA-1S, zostały dostarczone do kraju przeznaczenia na początku kwietnia 2020 roku. Senegalscy piloci samolotów oraz obsługa naziemna przeszła odpowiednie przeszkolenie w obsłudze i serwisowaniu maszyn na terenie Korei Południowej, w ramach jednostki szkoleniowej koreańskich sił powietrznych.

## Konstrukcja

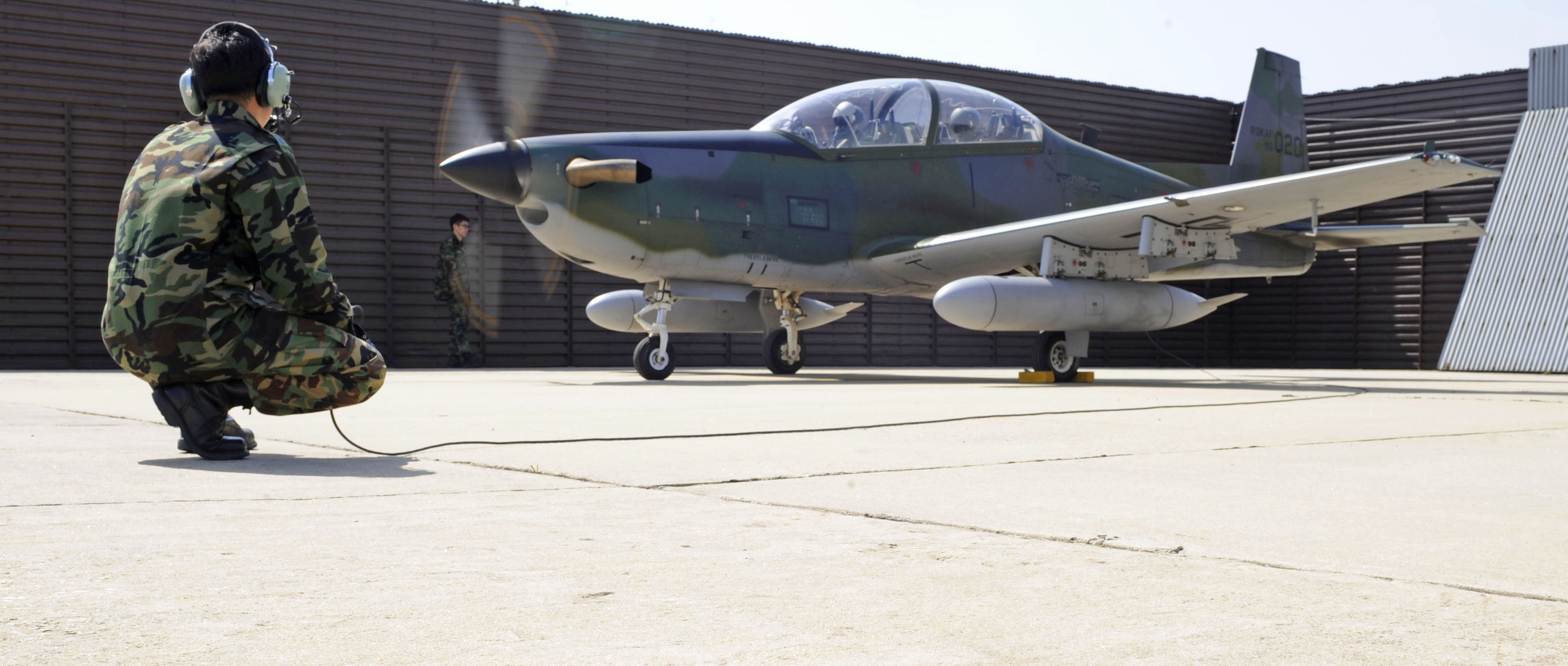
KAI KA-1

KT-1 jest dwumiejscowym, wolnonośnym, całkowcie metalowym dolnopłatem. Napędzanym pojedynczym silnikiem turbośmigłowym. Kadłub o konstrukcji półskorupowej. Dwumiejscowa (w układzie tandem), ciśnieniowa kabina, układ sterowniczy zdwojony. Usterzenie klasyczne z dwudźwigarowymi statecznikami. Jednodźwigarowy płat o profilu NACA 63-128 (mod), lekkim wzniosie (4,5°) zaopatrzony w szczelinowe lotki i krokodylowe klapy. Podwozie chowane, trójzespołowe z przednim podparciem, przednie do wnęki w kadłubie, główne do wnęk w skrzydłach samolotu. 

## Wersje
- KTX-1 Yeo-myung - sześć samolotów prototypowych.
- KA-1 - wersja szkolno treningowa przystosowana do bliskiego wsparcia. Samoloty posiadają pięć węzłów do podwieszania zewnętrznego uzbrojenia. Po dwa na każdym z płatów i jeden podkadłubowy. Samolot może być uzbrojony w zasobniki z karabinami maszynowymi, wyrzutnie niekierowanych rakiet lub kierowane pociski rakietowe klasy powietrze-powietrze AIM-9 Sidewinder.
- KT-1B - oznaczenie eksportowej wersji samolotu przeznaczonej dla Indonezji.
- KT-1C - zmodernizowana wersja eksportowa, przystosowana do przenoszenia uzbrojenia, niekierowanych bomb, wyrzutni niekierowanych rakiet, flar oraz zasobnika celowniczego.
- KT-1T - oznaczenie eksportowej wersji samolotu przeznaczonej dla Turcji.
- KT-1P - oznaczenie eksportowej wersji samolotu przeznaczonej dla Peru.
- KA-1S - oznaczenie eksportowej wersji samolotu przeznaczonej dla Senegalu.